# Uragano di fuoco
Uragano di fuoco (St. Helens, anche noto come St. Helens - La montagna della paura) è un film del 1981 diretto da Ernest Pintoff. Racconta l'eruzione del 1980 del monte Sant'Elena.

## Trama
Gli eventi avvenuti sul monte Sant'Elena tra il marzo e il maggio 1980, visti dagli occhi dell'anziano residente Harry R. Truman (realmente esistito), del vulcanologo David Jackson e di altre persone comuni.